# Panajotis Glikos
Panagiotis Glykos (gr. Παναγιώτης Γλύκος, Panagiṓtīs Glýkos; ur. 10 października 1986 w Wolosie) – grecki piłkarz występujący na pozycji bramkarza w greckim klubie PAOK FC oraz w reprezentacji Grecji. Znalazł się w kadrze na Mistrzostwa Świata 2014.